# Pavel Sukhoj
Pavel Osipovitj Sukhoj (russisk: Па́вел О́сипович Сухо́й, tr. Pavel Osipovitj Sukhoj; hviderussisk: Па́вел Во́сіпавіч Сухі́, tr. Pavel Vosipavitj Sukhi) (født 22. juli 1895 i Hlybokaje nær Vitebsk i Det Russiske Kejserrige, død 15. september 1975 i Moskva i Sovjetunionen) var en sovjetisk ingeniør med speciale i flykonstruktion. Han designede en lang række militærfly og var grundlægger af flykonstruktionsvirksomheden OKB Sukhoj.

## Opvækst og baggrund
Pavel Sukhoj gik fra 1905 til 1914 i gymnasiet i Homel. I 1915 blev han optaget på Den Imperiale Tekniske Skole i Moskva (i dag Moskvas Statslige Tekniske Universitet "N. E. Bauman" (MSTU)). Ved første verdenskrigs udbrud, blev han udtaget til militærtjeneste i den kejserlige russiske hær. Efter krigen vendte han i 1920 tilbage til MSTU, hvor han dimitterede i 1925. Sukhojs afsluttede opgave var afhandlingen (speciale) En-motorers jagerfly med 300 hk under vejledning af den russiske flyvnings fader Andrej Tupolev.
I marts 1925 fik han arbejde som ingeniør/designer ved TsAGI (Det Centrale Aerohydrodynamiske Institut) og ved Moskvas fabrik nr. 156. Pavel Sukhoj overtog i oktober 1930 et hold af ingeniører og flykonstruktører, "hold nr. 4" fra flyvebådsproducenten CAHI's AGOS og blev i 1932 forfremmet til chef for ingeniør- og designafdelingen hos TsAGI, og i 1938 forfremmet til chef for designafdelingen. Sukhoj og gruppen af designere og ingeniører designede gennem årene hos TsAGI en lang række fly og prototyper, herunder de banebrydende bombefly Tupolev ANT-25, TB-1 og TB-3.
Sukhoj udviklede også flyet BB-1, et kortrækkende bombe- og rekognosceringsfly. Med henblik på at påbegynde produktion af flyet blev Pavel Sukhoj den 29. juli 1939 udpeget som chefkonstruktør og Sukhoj og Sukhojs medarbejdere blev udskilt en en særlig enhed.

## Grundlæggelse of OKB Sukhoj
Ved udpegningen af Pavel Sukhoj som chefkonstruktør blev han og medarbejderne udskilt i en selvstændig enhed, OKB Sukhoj, der blev placeret ved flyfabrik nr. 135 i Kharkov. Sukhoj var dog ikke tilfreds med placeringen i Kharkov og insisterede på at konstruktionsbureauet skulle flytte til Moskva ved flyvepladsen Podmoskovye. Flytningen var gennemført i første halvdel af 1940.
OKB Sukhoj færdiggjorde BB-1 flyet, der blev produceret i 910 eksemplarer under navnet Sukhoj Su-2. Su-2 gjorde tjeneste i 2. verdenskrig, men var de tyske fly underlegen og led store tab. En videreudvikling, Su-4, forbedrede egenskaberne, men blev ikke sat i produktion. Produktion af Su-2 ophørte i 1942 og flyet blev taget ud af frontlinjetjeneste.
Under krigen udviklede Sukhoj et par design, herunder designet til jagerbomberen Su-6, men Josef Stalin besluttede, at Su-6 ikke skulle produceres og satsede i stedet på konkurrenten Iljusjins Sjturmovik.
Efter krigen var Sukhoj blandt de første sovjetiske flykonstruktører, der arbejdede med jetmotorer, og han designede flere prototyper, bl.a. Su-9, der var kraftigt inspireret af den tyske Messerschmidt Me 262. Sukhoj havde imidlertid et dårligt forhold til Stalin, der nægtede at sætte Su-9 i produktion, og Stalin, der generelt betragtede de sovjetiske flykonstruktører med stor skepsis, valgte i stedet at satse på mere traditionelle design fra Iljusjin og Mikojan-Gurevitj. Sukhoj fortsatte med at udvikle en række nyskabelser inden for den sovjetiske flyindustri, herunder katapultsæder, bremseskærm, systemer til forbedring af flyvesystemerne og trykkabiner, men på trods af udviklingen af disse nyskabelser, faldt Sukhoj i 1949 i unåde hos Stalin, og konstruktionsbureauet blev lagt ind under Tupolev i november 1949.
Ved Stalins død i 1953 blev Sukhoj atter taget til nåde og han blev atter gjort til chef for sit eget konstruktionsbureau OKB Sukhoj, der således genopstod.

## Det nye OKB Sukhoj som flydesigner
Ved Stalins død i 1953 fik Sukhoj atter muligheden for at stå i spidsen for en sovjetisk flykonstruktionsvirksomhed, og Pavel Sukhoj genoplivede det gamle Sukhoj Designbureau.
Sukhojs og bureauets første opgave var at udvikle et design til et banebrydende nyt jagerfly, der skulle kunne nedkæmpe amerikanske supersoniske jagerfly og indtrængende bombefly. De sovjetiske myndigheder havde opstillet en række dengang skarpe krav til det nye flys specifikationer. På grundlag heraf udviklede Sukhoj designene S-1 og T-3 for supersoniske fly, der senere skulle blive til Sukhoj Su-7 og Sukhoj Su-9. Su-7 blev i mange år den foretrukne jagerbomber i Sovjetunionen, og den banebrydende Su-9 blev senere videreudviklet til Su-15, der i en lang årrække var det væsentligste jagerfly i Sovjetunionens luftforsvar, PVO.
Su-7 blev af Sukhoj videreudviklet til Sukhoj Su-17, der var det første sovjetiske serieproducerede fly med variabel pilgeometri, og et af de mest eksporterede sovjetiske fly. Et af de sidste fly, som Pavel Sukhoj designede var prototypen T-10, der senere kom i produktion som Sukhoj Su-27. Su-27 er fortsat i tjeneste og anses fortsat som det mest banebrydende og avancerede sovjetiske fly nogensinde med overlegne flyveegenskaber.

## Karriere som politiker
Efter Stalins død kom Pavel Sukhoj tættere på kommunistpartiets inderkreds, og i 1958 blev han udpeget til suppleant til Den øverste sovjet, hvori han sad indtil 1974.
Pavel Sukhoj døde i 1975. Han er begravet på Novodevitjekirkegården.

## Priser, medaljer og æresbevisninger
Pavel Sukhoj modtog en lang ækle priser og æresbevisninger i Sovjetunionen.
- Det Socialistiske Arbejdes Helt (1957), modtog også guldmedaljen "Hammer og segl" i 1965
- Leninprisen (1968)
- Stalins Statspris, første klasse (1943)—for designet af Su-6
- USSR Statspris (1975—posthumt)
- Tre gange Leninordenen (1945, 1957 og 1975)
- Oktoberrevolutionens orden
- Sovjetunionens æresorden (1936)
- Arbejdets Røde Fanes orden (1938)
- Røde Stjerne-ordenen (1933)
- Tupolev Guldmedalje —For enestående arbejde indenfor aeronautisk videnskab og ingeniørkunst (1975)